# Prieuré de Tusson
Le prieuré de Tusson est situé sur le territoire de la commune de Tusson, dans le département de la Charente, en France. Il est situé à 32 kilomètres au nord d'Angoulême et dans un endroit à l'époque isolé obéissant de ce fait aux prescriptions de Robert d'Arbrissel. C'était un prieuré double faisant partie de l'ordre de Fontevraud. Il regroupait l'Abbaye des Dames et le Clos des Hommes.

## Historique

### Moyen Âge
Cet ancien prieuré double de l'ordre de Fontevraud a été fondé au XIIe siècle par Robert d'Arbrissel, fondateur de l'ordre de Fontevraud. Foucaud Frévicard (ou Frénicard) et Aymeric son frère étaient propriétaires d'une chapelle en ce lieu qu'ils donnèrent à Robert d'Arbrissel avec le consentement de l'évêque de Poitiers. La construction débuta en 1112 mais cela ne se fit pas sans difficulté ; Gauthier, abbé de l'abbaye de Nanteuil s'opposa à l'établissement de la nouvelle abbaye, soutenant que l'ancienne église était la propriété de son abbaye, et il fallut que l'évêque de Poitiers vînt lui-même à Nanteuil avec Frénicard, pour obtenir le désistement des moines, moyennant une compensation (1112). Six ans plus tard, les moines de Nanteuil contestèrent de nouveau la possession de Tusson à la congrégation de Fontevraud, et l'affaire dut être portée devant un concile tenu à Angoulême, sous la présidence de l'évêque Girard II.
L'église du couvent des Dames voûtée de coupoles fut fortifiée pendant la Guerre de Cent Ans. 
Le monastère était entouré par un mur de clôture les séparant des hommes et du monde construit au XIVe siècle et remanié au XVIIIe siècle, en partie conservé. Les dames de Tusson percevaient rentes et dîme dans toute l’étendue de la seigneurie.

### Époque moderne

#### Marguerite de Navarre à Tusson
En 1547, à la mort de son frère, le roi François Ier, Marguerite d'Angoulême reine de Navarre se retira du monde pendant quatre mois (printemps et début de l'été) au prieuré de Tusson. Tout en se consacrant à la prière, Marguerite de Navarre continua à se livrer à ses études littéraires. En effet, deux volumes manuscrits de ses compositions inédites découverts en 1895 à la Bibliothèque nationale de France, où ils étaient oubliés depuis des siècles, renferment deux grands poèmes : le Navire et les Prisons, ainsi que diverses pièces de poésie, qui auraient été composées par elle pendant son séjour à Tusson,.

#### Le différend entre l'abbesse de Fontevraud et les moniales de Tusson
L'abbaye de Tusson ne cessa de prospérer et elle devint la plus importante de l'Ordre après la maison-mère de Fontevraud. Au début du XVIIe siècle, alors que la plupart des établissements monastiques commençaient à péricliter, le monastère de Tusson comptait encore 26 religieuses.
C'est à cette époque qu'un grave différend éclata entre Fontevraud et Tusson. L'abbesse de Fontevraud était alors, de 1611 à 1637, Louise de Bourbon, dame de Lavedan. Afin de marquer son autorité, elle voulut imposer aux religieuses de Tusson une prieure de son choix, contrairement aux statuts de l'ordre, qui reconnaissaient à chaque maison (prieuré) le droit d'élire sa prieure. Ne pouvant arriver à fléchir l'abbesse, les religieuses confièrent leur cause à Nicolas Pasquier, lieutenant-général du bailliage de Cognac, maître des requêtes de l'Hôtel du roi, seigneur de Mainxe, qui avait une terre dans les environs de Tusson, et qui s'entremit d'abord, en bon voisin, pour rétablir la paix. Madame de Lavedan étant restée intraitable, l'affaire fut portée devant le Parlement qui reconnut le droit des religieuses et confirma la liberté de l'élection de la prieure par les moniales,.

#### Hydraulique fontevriste
Le trajet de l'eau dans le prieuré a été mis en perspective récemment. L'eau courait par un aqueduc jusqu'à un lavoir puis à l'air libre vers le prieuré Saint-Jean de l'Habit qu'elle desservait en souterrain, puis reprenait ensuite son cours vers l'abbaye des Dames, desservant les appartements des religieuses, la cuisine, la réfectoire, la boulangerie et la buanderie. Après la Révolution, les tuyaux en plomb et robinets en cuivre furent, en vue d'être vendus, pillés dans les parties extérieures.

### Époque contemporaine
Devenu bien national à la Révolution française, en 1790, le prieuré fut vendu à des particuliers ; l'église et les bâtiments conventuels furent démolis par la suite. Seul subsista le logis prieural.
Laissé à l'abandon depuis le XIXe siècle, le couvent des Hommes fut l'objet d'une campagne de réhabilitation de 2000 à 2012 par la commune de Tusson et le club Marpen, avec la restauration du logis prieural et d'une grange . Il abrite depuis le milieu des années 2010 un gîte rural.

## Le couvent des dames
L'église était voûtée de coupoles. Elle eut à souffrir de la guerre de Cent Ans et a alors été fortifiée par la construction d'une grosse tour carrée avec meurtrières en forme de croix. À cette tour reste accolé un pilier de l'ancienne église. On y voit toujours des chapiteaux sculptés.
Il ne reste de cet ensemble monastique que des vestiges de la grosse tour et un pilier d'angle de l'ancienne église qui a gardé l'un des pendentifs d'une coupole. Ces vestiges appartiennent à la période la plus brillante du style ogivo-roman du XIIIe siècle et sont d'une grande richesse architecturale.
Les vestiges de l'église et de l'abbaye sont inscrits monuments historiques depuis le 16 octobre 1952.
Les ruines de l'abbaye des Dames sont une propriété privée, fermée à la visite.

L'abbaye des Dames
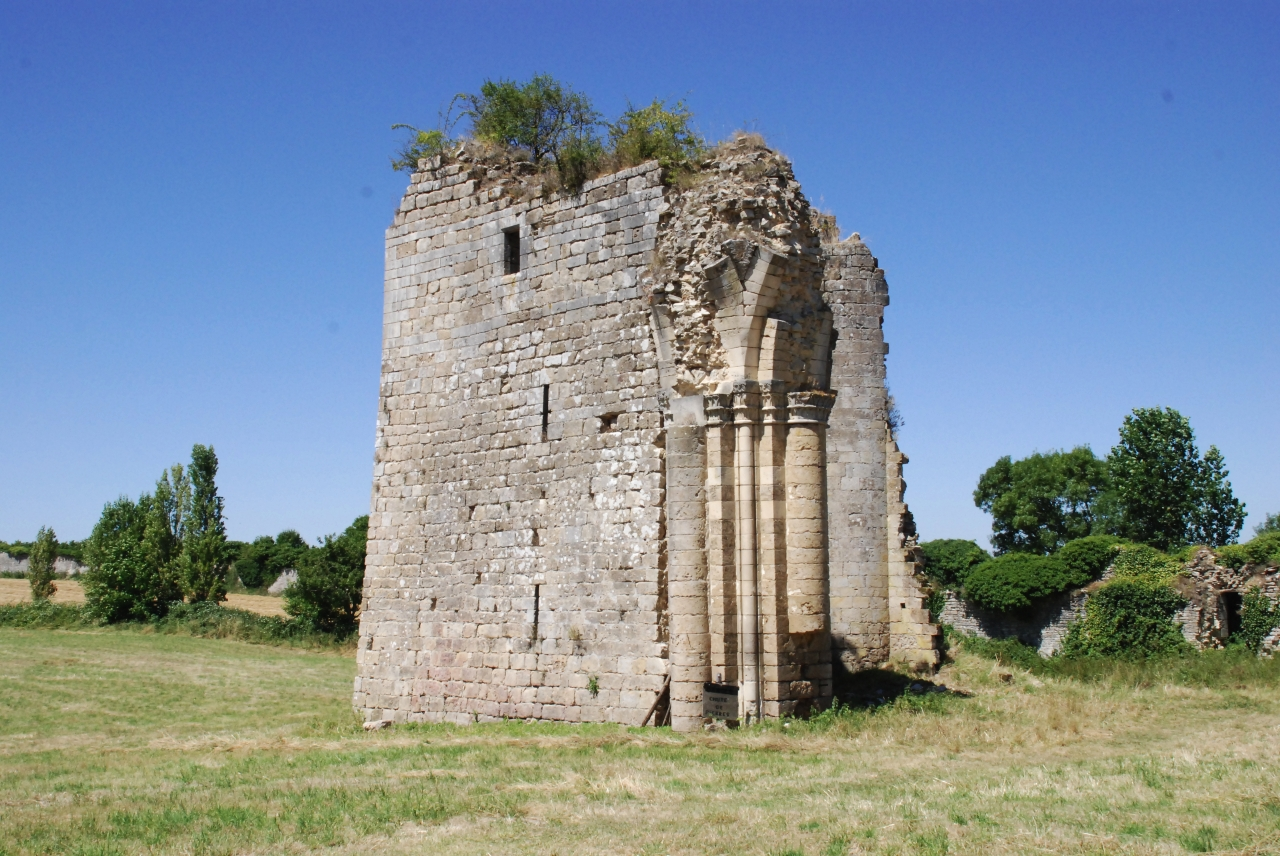
Vue de l'est.
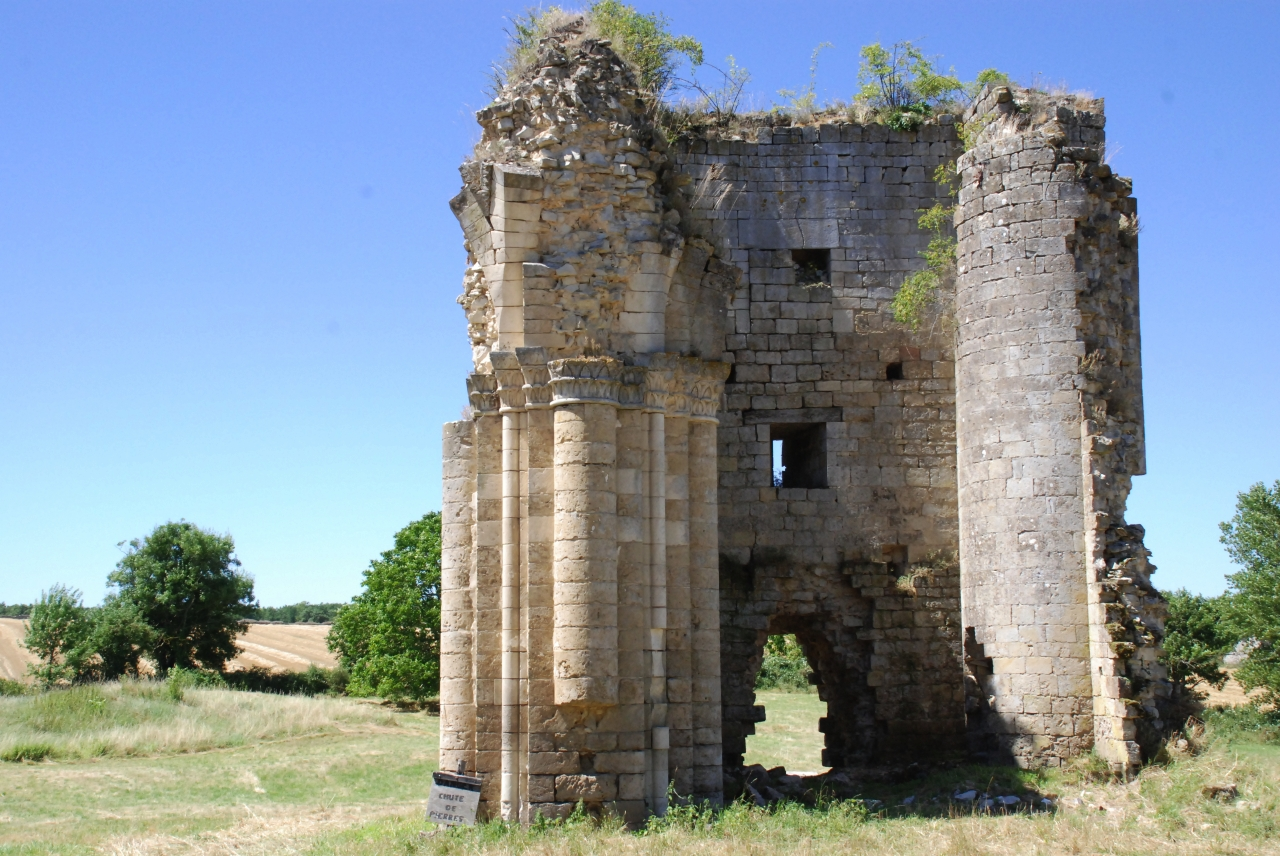
Vue du nord.
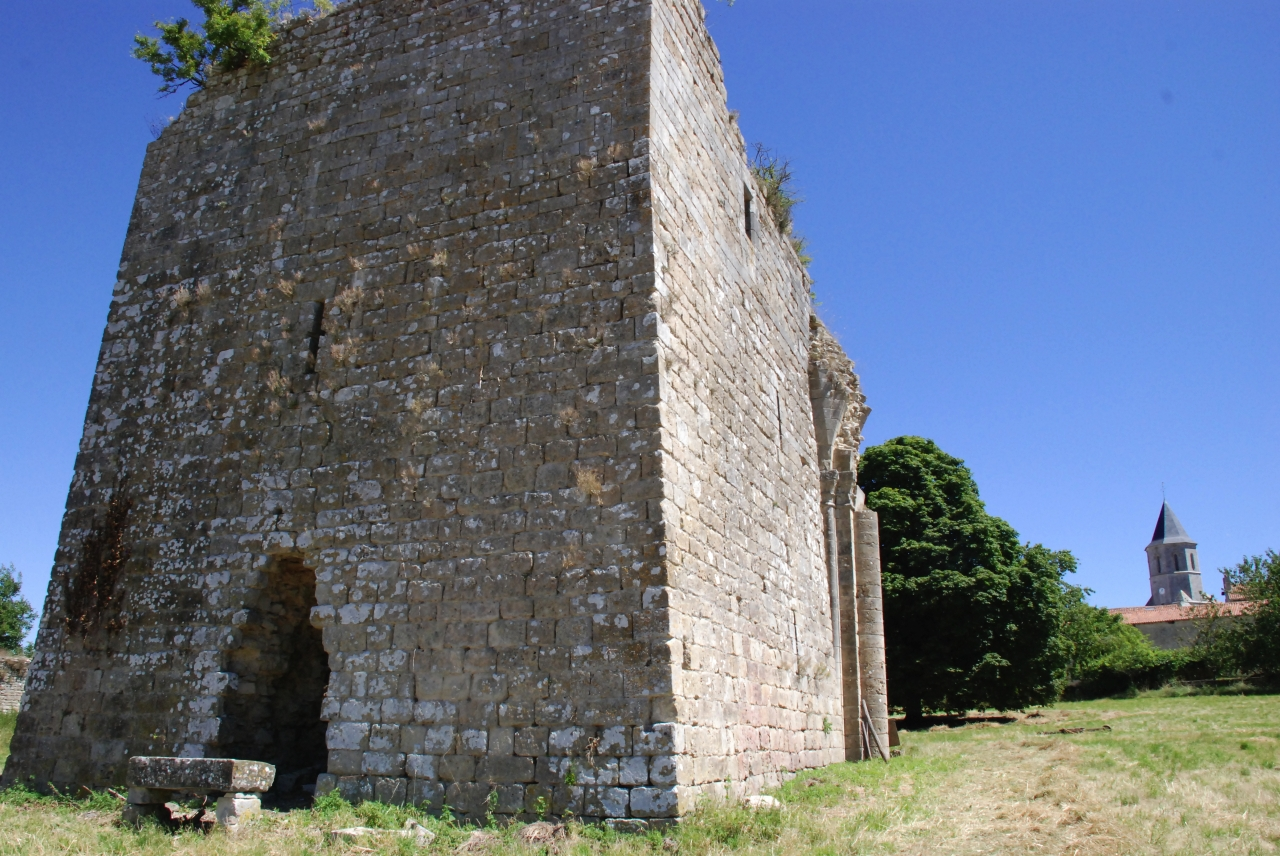
Vue du sud.

## Le couvent des Hommes
Il ne subsiste du couvent des Hommes que le logis prieural, une grange et les vestiges de la chapelle prieurale Saint-Jean-l’Habit - ce  qui n'est pas le  cas d'autres implantations fontevristes moins favorisées par les aléas de l'histoire - qui sont protégés au titre des monuments historiques : inscription par arrêté du 22 décembre 2016.
Subsiste également un important réseau hydraulique souterrain approvisionnant les prieurés en eau courante et évacuant les eaux usées.
Le couvent des Hommes est une propriété communale, on y accède par la maison du patrimoine et le jardin monastique.

Le couvent des hommes
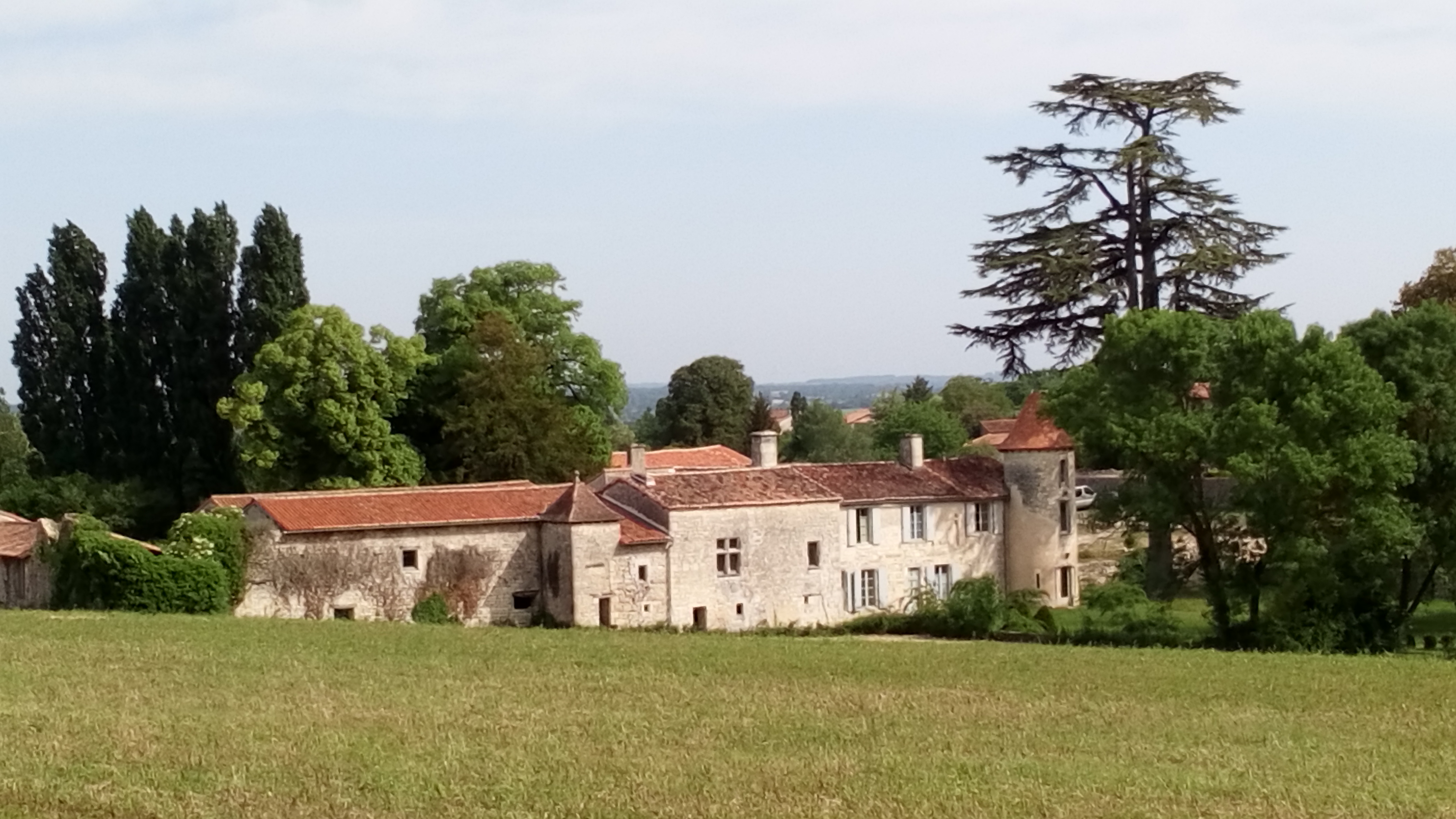
Le logis prieural.
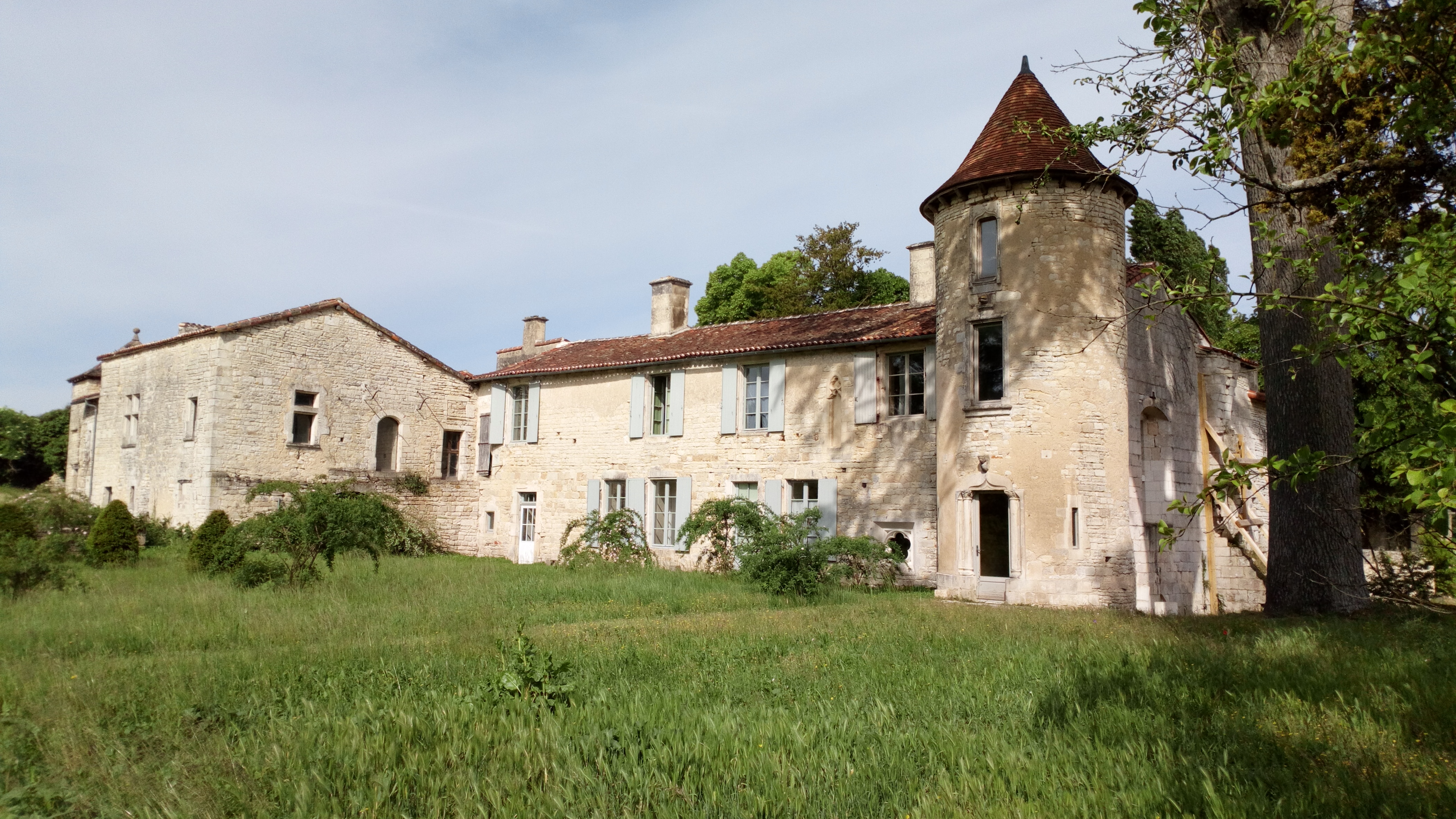
Logis prieural vu de l'est.
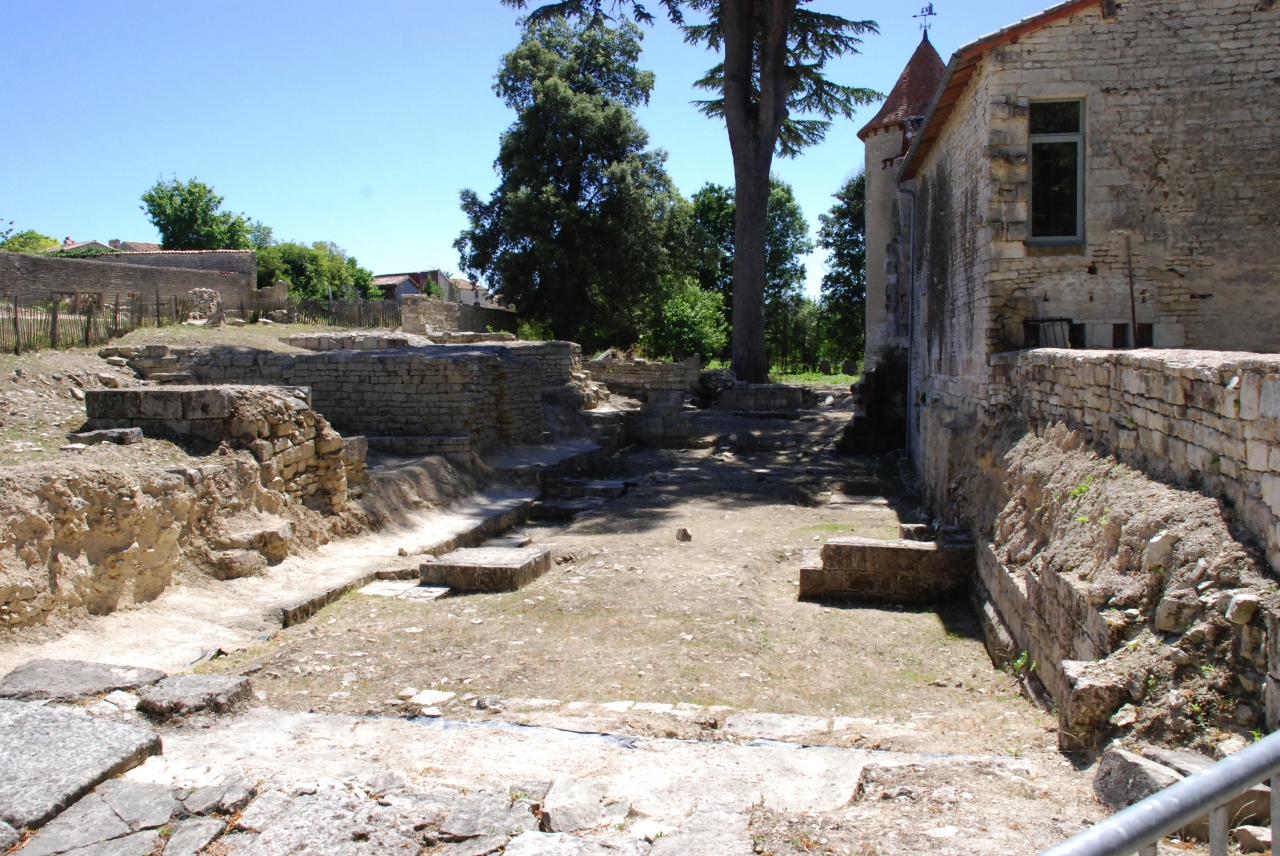
Vestiges de la chapelle Saint-Jean-l'Habit.
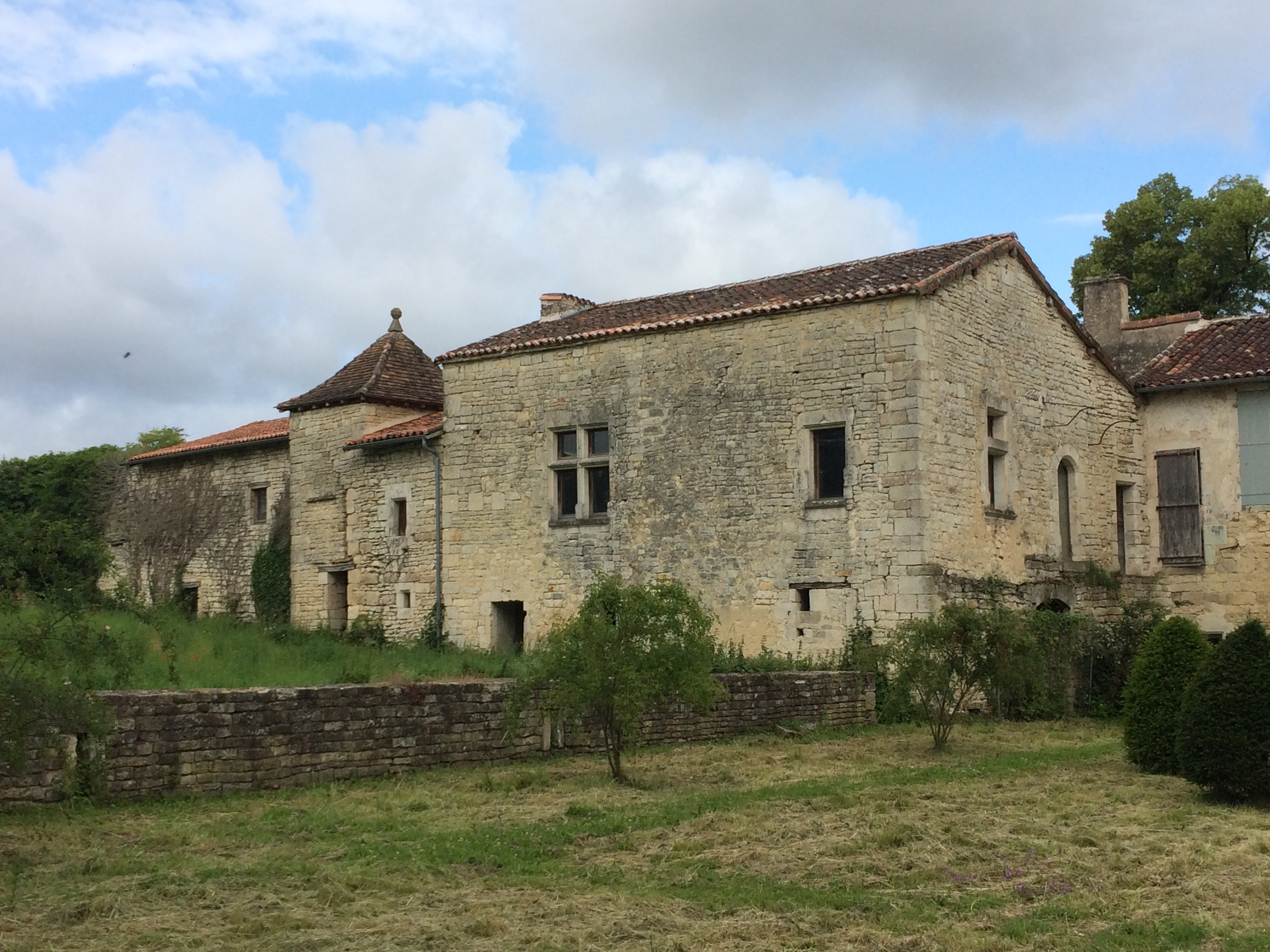
Autre vue du logis prieural.